# Manuel Olmedo
Manuel Olmedo Villar (* 17. května 1983 Sevilla) je španělský atlet, běžec, který se věnuje středním tratím. Je halovým mistrem Evropy v běhu na 1500 metrů. Dvakrát reprezentoval na letních olympijských hrách (Athény 2004, Peking 2008).
V roce 2001 na juniorském mistrovství Evropy v italském Grossetu obsadil ve finále běhu na 800 metrů poslední, osmé místo. O rok později doběhl osmý také na MS juniorů v Kingstonu. První medailový úspěch vybojoval na evropském šampionátu do 23 let v roce 2003 v Bydhošti, kde bral bronz. Na následujícím ME "23" v německém Erfurtě o dva roky později získal stříbrnou medaili. Na halovém ME 2009 v Turíně se probojoval do finále osmistovky, kde následně doběhl v čase 1:49,77 na 5. místě. V roce 2010 vybojoval na evropském šampionátu v Barceloně bronzovou medaili v běhu na 1500 metrů.

## Osobní rekordy
Hala
- 800 m – 1:46,07 – 11. února 2011, Sevilla
- 1500 m – 3:39,82 – 13. února 2010, Valencie

Dráha
- 800 m – 1:45,13 – 9. září 2007, Rieti
- 1500 m – 3:34,44 – 8. července 2011, Paříž